# Columbia Data Products
Columbia Data Products (CDP) es una empresa de desarrollo de software especializada en seguridad informática con sede en Altamonte Springs, Florida, Estados Unidos que principalmente licencia sus productos OEM a terceros como Microsoft o Iomega. Con anterioridad estaba especializada en hardware y es célebre por haber creado el primer compatible IBM PC, el Columbia Data Products MPC 1600. Sin embargo en la web de la compañía no se hace mención a su primer período.

## Historia

### Sociedad anónima
La empresa fue fundada inicialmente en Columbia, Maryland en 1976 (de ahí su razón social). 
Se convierte en una de las principales firmas de hardware cuando desarrolla el primer compatible IBM PC, el Columbia Data Products MPC 1600, mediante diseño en sala limpia de la BIOS del IBM PC modelo 5150. IBM había hecho públicas las especificaciones del bus ISA (Industry Standard Architecture) para favorecer los desarrollos de terceros, pero conservando los derechos del BIOS, creyendo vacunarse así contra las copias no licenciadas.
El MPC 1600 "Multi Personal Computer" apareció en junio de 1982. Ofrecía una copia funcional del IBM PC, con mayores prestaciones, y a un precio más reducido (2.995 dólares), sobre todo si se valora el pack de software de serie. 
El equipo venía con 128 KiB de memoria RAM de serie, ocho ranuras de expansión (una de ellas ocupada por la tarjeta de vídeo), la interfaz de la controladora de disquete incorporada en la placa madre, al igual que el puerto serie RS-232 y el puerto paralelo compatible Centronics. 
En cambio el IBM PC original tenía 64 KB, cinco ranuras de expansión, con la tarjeta de vídeo y el controlador de disco ocupando dos de ellos, siendo los puertos serie y paralelo opcionales, así como la segunda unidad de disquete, de serie en los equipos Columbia sin disco duro.
Se comercializaron dos versiones, una con dos unidades de disquete (1600-1V) y otra con un disco duro de 12 Megabytes (1600-4V). 
En 1983 parece también una versión portable  de 15 Kilogramos (32 libras) de peso, el Columbia VP, con dos unidades de disco y un monitor monocromo de 9 pulgadas. 
Todos los modelos traen de serie el Columbia Super Pack, con sistemas operativos MS-DOS y CP/M 86, Perfect Writer, Perfect Speller, Perfect Calc y Perfect Filer (como paquete ofimático), un programa de comunicaciones asíncronas, Macro Assambler, un programa de diagnósticos, la contabilidad doméstica Home Accountant Plus, un tutor y el videojuego Space Commanders.
El éxito del MPC y sus sucesores elevaron los ingresos de CDP de 9,4 millones de [dólar estadounidense|dólares]] en 1982 a 56 millones en 1983, con una Oferta pública de venta  de 11 dólares por acción en enero de 1983. En febrero de 1984 IBM anuncia el IBM Portable Personal Computer. En agosto de 1984, las ventas de los MPC se agotan y CDP anunció el despido de 114 empleados en su sede central en Maryland y 189 empleados en una segunda fábrica en Puerto Rico. En 1985, sus acciones habían caído a 0,50 dólares y dejó de cotizar.

### Corporación
Todos los activos restantes de este fabricante de equipos de Maryland fueron comprados por una empresa propiedad de Alan L. Welsh en 1986. Esta liquida a la anterior empresa y funda una nueva con la misma razón social en Altamonte Springs, Florida, bajo al legislación de dicho estado. La empresa continuó vendiendo, mantenimiento y dando soporte a los equipos de Columbia y ofreciendo ROMBIOS y actualizaciones de MS-DOS a través del Columbia Owners Group, que fue establecido en 1986.
En 1987, CDP cambió el énfasis del hardware al software. Desarrollaron el software 'SCSI Software Technology para SCSI y lo licenciaron a Western Digital (WD), el principal proveedor de controladores de disco duro del momento. Entre 1988 y 1991, junto con WD, CDP ganó casi todos los contratos federales y OEM sobre SCSI. WD vendió más de 250.000 adaptadores SCSI, todos con el software CDP incluido. En 1991, Western Digital decidió centrarse exclusivamente en las unidades de disco duro y la línea de productos Paradise. Para lograr esto vende su negocio SCSI a Future Domain, que acabó dejando que la línea de productos WD muera. Con WD fuera del mercado, Adaptec fue capaz de dominar la mayor parte de la industria y de comprar Future Domain. Se venden también otras líneas de productos como la fábrica de chips Ethernet y 0,8 micras.
Al encontrarse sin un socio de hardware importante, CDP concentró sus esfuerzos en proporcionar actualizaciones a una base sustancial instalada, y continuó desarrollando un nuevo software que no solo soportara nuevos sistemas operativos y dispositivos para productos Western Digital, sino que cualquier adaptador host SCSI de cualquier fabricante pudiera trabajar con cualquier dispositivo SCSI. Además, realizó proyectos de software SCSI trabajando directamente con Unisys, Texas Instruments, y muchos otros pequeños OEMs.
De los ocho años de desarrollo de software SCSI muchos subprogramas y utilidades se han adaptado para soporte universal de SCSI. La capacidad para copiar datos entre cualquier clase de dispositivo SCSI, independientemente del sistema operativo, facilitó el desarrollo de la tecnología esencial para SnapBack. Esta tecnología ha sido utilizada internamente por CDP y clientes selectos desde 1987. SnapBack se comercializó a continuación, y despachó por primera vez a principios de 1994.
La cobertura de prensa comenzó en enero de 1995; PC Week, Computer Technology Review, y LAN TIMES publicaron revisiones completas de productos o artículos sobre SnapBack. LAN TIMES otorgó en 1995 a SnapBack el "Best of Times". En octubre de 1995, Jerry Pournelle comentó en Byte Magazine que SnapBack "es lo último en programas de copia de seguridad" La capacidad única de SnapBack para en una hora lograr la recuperación de desastres para cualquier PC con sistema operativo de red o no de red fue fundamental para su aceptación en las empresas como: Acer, Principal Financial, ITT Hartford, Ford, Wrigley's Gum o BellSouth Mobility.
Con el lanzamiento de SnapBack Live 4.0, entra en el mercado de software de la red para copia de seguridad con más de 1000 millones de dólares al año. Ya no ocupa solo el nicho de mercado de productos de recuperación de desastres, SnapBack Live 4.0 combina la velocidad y la simplicidad de la imagen de copia de seguridad con el tiempo real de Windows NT y Novell Netware. Snapback Live proporciona copia de seguridad instantánea en vivo de todos los datos, incluidos los archivos abiertos, mientras que se están utilizando y han cambiado.
En 1999 Open Transaction Manager (OTM) el componente principal de SnapBack, se convierte en un producto independiente para licenciarlo a todos los proveedores de almacenamiento. Veritas Software (Seagate Software) fue el primero en licenciar OTM y comenzó a distribuirse en abril de 1999. Esta integración proporciona a todos los clientes de VERITAS con soporte fuera del equipo de archivos en uso y editados en Windows NT/2000 y servidores NetWare, y asegura copias de seguridad seguras y consistentes, así como la eliminación de las ventanas de backup. La importancia creciente de Windows NT/2000 y NetWare en plataformas críticas para los negocios puso de relieve la necesidad de un manejo seguro y eficiente de los archivos abiertos, por lo que los productos de VERITAS son una solución muy valiosa para la protección de los activos de información.
En el año 2000 inicia un plan para revolucionar el almacenamiento para el entorno Windows. Con OTM como plataforma se crea un nuevo producto llamado Persistent Storage Manager, que ofrece una amplia funcionalidad para equipos de gama alta de Network Appliance, EMC Corporation, etc. para la plataforma Windows mediante la creación y el mantenimiento de cientos de Persistent True Images, que consisten en copias en el momento de datos críticos para la empresa. La arquitectura de alta disponibilidad de PSM proporciona acceso instantáneo a todos los datos de los clientes que permiten la recuperación inmediata de cualquier archivo, directorio o incluso la totalidad de los volúmenes en cuestión de minutos en lugar de días. Hoy en día PSM está integrado en el núcleo de las soluciones NAS basadas en Windows 2000 server y posteriores comercializadas por Microsoft, IBM, Hitachi, NEC Corporation, Dell, Winchester, MTI, Iomega y otros.